# خور (خوسف)
روستای خور ، روستایی است از توابع بخش مرکزی شهرستان خوسف ، که دو روستای نوغاب و سروباد جزو آن هستند ، واقع در استان خراسان جنوبی ۸۵ کیلومتری بیرجند که بر اساس سرشماری سال ۱۳۸۵ مرکز آمار ایران، جمعیت آن بالغ بر ۸۱۳ نفر بوده‌است.

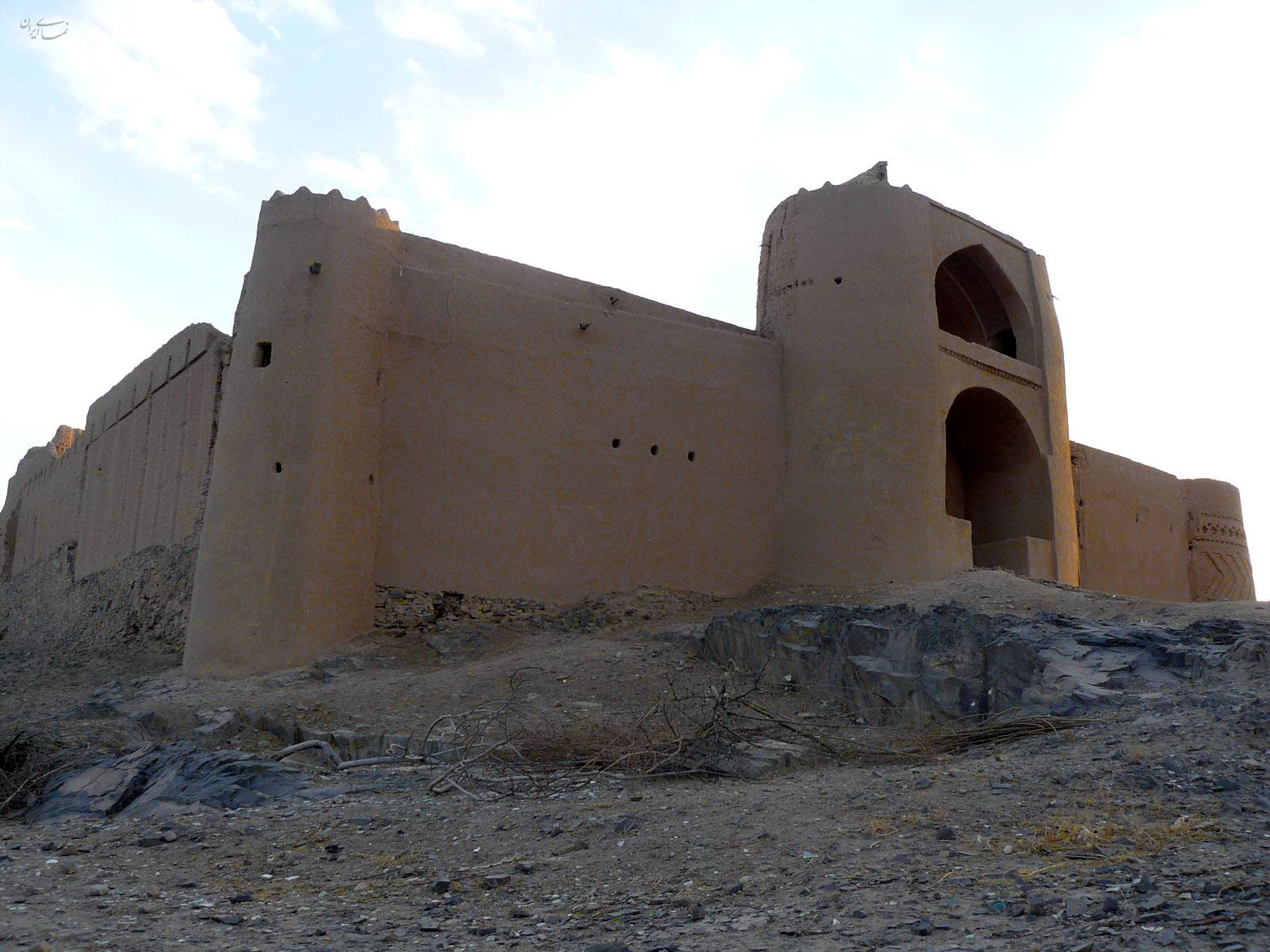
قلعه خور میر

بافت تاریخی روستای خور متأثر از شرایط اقلیمی و جغرافیایی محیط خود است. خانه‌های گلی، پوشش گنبدی، حیاط مرکزی، بادگیرها، اتاق‌های دور تا دور حیاط، هشتی‌ها و دهلیزها، دیوارهای قطور، حوض و باغچه وسط حیاط به صورت هماهنگ و یکنواخت از ویژگی‌های معماری خانه‌های روستای خور بوده که مطابق با اقلیم منطقه به وجود آمده‌است.
تراکم خانه‌ها و کوچه‌های پرپیچ و خم و همچنین بادگیرها از شاخص‌های عمده روستایی خور بوده که جهت مقابله با اوضاع اقلیمی منطقه به وجود آمده‌است، در بافت خور بناهایی همچون قلعه، آب انبار، مسجد، حسینیه، حمام و خانه‌های قدیمی وجود دارد که اکثراً متعلق به دوره صفویه‌است.
قلعه خور از قلعه های بسیار قدیمی استان خراسان جنوبی است ، و نبرد های زیادی را به چشم خود دیده است.